# ۳۱۴ (قمری)
۳۱۴ (قمری)، سیصد و چهاردهمین سال در گاهشماری هجری قمری است. اول محرم این سال برابر با بیست و چهارم مارس سال ۹۲۶ میلادی است.